# Whitney Houston All Time Best: Reclam Musik Edition
Whitney Houston All Time Best: Reclam Musik Edition è un album raccolta della cantante statunitense Whitney Houston; uscito nel 2011, è l'ultima raccolta pubblicata prima della scomparsa della cantante, avvenuta meno di un anno dopo.

## Tracce
1. I Will Always Love You
2. Saving All My Love For You
3. Greatest Love Of All
4. One Moment In Time
5. I Wanna Dance With Somebody
6. How Will I Know
7. So Emotional
8. Where Do Broken Hearts Go
9. I'm Your Baby Tonight
10. Didn't We Almost Have It All
11. Run To You
12. Exhale
13. If I Told You That
14. I Have Nothing
15. I'm Every Woman
16. It's Not Right But It's Okay
17. My Love Is Your Love

## Vendite
L'album non ha avuto un grande successo commerciale al livello mondiale, solamente in Germania è arrivato sessantaseiesimo nella lista degli album più venduti settimanalmente.